# 2MASX J12521292-1324388
2MASX J12521292-1324388 ist eine elliptische Galaxie vom Hubble-Typ S0 im Sternbild Rabe südlich des Himmelsäquators, die schätzungsweise 211 Millionen Lichtjahre von der Milchstraße entfernt ist. Sie bildet mit der Galaxie NGC 4748 ein wechselwirkendes Paar.